# Calango
Calango ist ein Paartanz und Musikstil der brasilianischen Folklore aus Minas Gerais. Der Rhythmus ähnelt dem Samba urbano, unterschieden werden gesungene und instrumentale Versionen. Typisches Instrument ist das Akkordeon Sanfona, ein bedeutender Musiker des Calango ist Martinho da Vila.